# Liste des monuments historiques de Saint-Paul (La Réunion)
Cet article recense les bâtiments protégés au titre des monuments historiques de Saint-Paul de La Réunion, en France.

## Liste
| Monument                                             | Adresse                               | Coordonnées                      | Notice         | Protection     | Date      | Illustration                                         |
| ---------------------------------------------------- | ------------------------------------- | -------------------------------- | -------------- | -------------- | --------- | ---------------------------------------------------- |
| Bain Bœuf                                            | L'Éperon                              | 21° 02′ 40″ sud, 55° 15′ 19″ est | « PA97400137 » | Inscrit        | 2015      | Bain Bœuf                                            |
| Ancienne batterie de Saint-Gilles                    |                                       | 21° 03′ 23″ sud, 55° 13′ 26″ est | « PA97400151 » | Inscrit        | 2019      | Image manquante Téléverser                           |
| Cimetière marin de Saint-Paul                        | route des Premiers Français           | 21° 00′ 54″ sud, 55° 15′ 36″ est | « PA97400115 » | Inscrit        | 2012      | Cimetière marin de Saint-Paul                        |
| Poudrière de Saint-Paul                              | Chemin du Tour-des-Roches             | 21° 00′ 46″ sud, 55° 16′ 32″ est | « PA00132890 » | Inscrit        | 1994      | Poudrière de Saint-Paul                              |
| Chapelle Pointue                                     |                                       | 21° 03′ 19″ sud, 55° 15′ 58″ est | « PA00105826 » | Classé         | 1970      | Chapelle Pointue                                     |
| Domaine de Villèle                                   |                                       | 21° 03′ 25″ sud, 55° 15′ 49″ est | « PA97400017 » | Inscrit Classé | 1997 2019 | Domaine de Villèle                                   |
| Hangar Fillod                                        | La Saline                             | 21° 04′ 44″ sud, 55° 16′ 31″ est | « PA97400143 » | Inscrit        | 2016      | Hangar Fillod                                        |
| Domaine de Clermont                                  |                                       | 21° 00′ 29″ sud, 55° 19′ 06″ est | « PA97400122 » | Inscrit        | 1993      | Domaine de Clermont                                  |
| Maison Grande Cour                                   | Route nationale 1a                    | 21° 00′ 09″ sud, 55° 16′ 51″ est | « PA00105827 » | Classé Inscrit | 1984      | Maison Grande Cour                                   |
| Villa Rivière                                        | Rue du Commerce                       | 21° 00′ 38″ sud, 55° 16′ 19″ est | « PA00105843 » | Inscrit        | 1990      | Villa Rivière                                        |
| Villa Verguin                                        | 31, rue Rhin-et-Danube                | 21° 00′ 34″ sud, 55° 16′ 17″ est | « PA00105828 » | Inscrit        | 1988      | Villa Verguin                                        |
| Grande Maison de l'ancien domaine sucrier de Savanna | Rue Jules-Thirel                      | 20° 59′ 21″ sud, 55° 17′ 59″ est | « PA97400028 » | Inscrit        | 1998      | Grande Maison de l'ancien domaine sucrier de Savanna |
| Cheminée Bellemène                                   |                                       | 21° 01′ 01″ sud, 55° 18′ 07″ est | « PA97400059 » | Inscrit        | 2002      | Cheminée Bellemène                                   |
| Cheminée Le Piton                                    |                                       | 20° 58′ 03″ sud, 55° 18′ 02″ est | « PA97400060 » | Inscrit        | 2002      | Cheminée Le Piton                                    |
| Cheminée Vue Belle                                   |                                       | 21° 04′ 42″ sud, 55° 16′ 29″ est | « PA97400061 » | Inscrit        | 2002      | Cheminée Vue Belle                                   |
| Cheminée L'Éperon                                    | 38, chemin de l'Éperon                | 21° 02′ 46″ sud, 55° 15′ 19″ est | « PA97400062 » | Inscrit        | 2002      | Cheminée L'Éperon                                    |
| Cheminée Grand-Fond                                  | Route du Théâtre                      | 21° 02′ 20″ sud, 55° 13′ 17″ est | « PA97400064 » | Inscrit        | 2023      | Cheminée Grand-Fond                                  |
| Domaine de La Poncetière                             | 44, chemin du Grand-Pourpier ; C.D. 3 | 20° 58′ 36″ sud, 55° 17′ 57″ est | « PA97400098 » | Inscrit        | 2008      | Domaine de La Poncetière                             |
| Église de la Conversion de saint Paul                | Rue de Saint Pierre                   | 21° 00′ 51″ sud, 55° 16′ 14″ est | « PA97400100 » | Inscrit        | 2010      | Église de la Conversion de saint Paul                |
| Fontaine de la Vierge                                | 66, rue Labourdonnais                 | 21° 00′ 49″ sud, 55° 16′ 13″ est | « PA97400103 » | Inscrit        | 2010      | Fontaine de la Vierge                                |
| Hôtel Laçay                                          | 6, quai Gilbert                       | 21° 00′ 31″ sud, 55° 16′ 11″ est | « PA97400101 » | Inscrit        | 2010      | Hôtel Laçay                                          |
| Installation hydraulique de la ravine Saint-Gilles   |                                       | 21° 02′ 48″ sud, 55° 15′ 19″ est | « PA97400158 » | Inscrit        | 2023      | Image manquante Téléverser                           |
| Longère communale de Saint-Paul                      | 1, rue Marius et Ary Leblond          | 21° 00′ 33″ sud, 55° 16′ 13″ est | « PA97400102 » | Inscrit        | 2010      | Longère communale de Saint-Paul                      |
| Ancien marché de Saint-Paul                          |                                       | 21° 00′ 28″ sud, 55° 16′ 21″ est | « PA97400120 » | Inscrit        | 2012      | Image manquante Téléverser                           |
| Téat Plein Air                                       |                                       | 21° 02′ 55″ sud, 55° 13′ 57″ est | « PA97400119 » | Inscrit        | 2012      | Téat Plein Air                                       |
| Villa Bourbon                                        | 16 avenue de Bourbon                  | 21° 03′ 46″ sud, 55° 13′ 20″ est | « PA97400147 » | Inscrit        | 2018      | Image manquante Téléverser                           |
| Usine de Bruniquel                                   | Les Lilas                             | 21° 04′ 59″ sud, 55° 14′ 12″ est | « PA97400063 » | Inscrit        | 2002 2021 | Usine de Bruniquel                                   |